# 規訓與懲罰
《規訓與懲罰：監獄的誕生》（法語：Surveiller et punir: Naissance de la prison）是法国哲學家米歇爾·福柯的著作，1975年在巴黎出版，1977年翻譯成英文，1992年翻譯成中文。這是一部對當代西方刑罰體系中所發生的巨變、其背後所有的社會及理論架構之檢驗。它主要專注在法國的歷史文獻上，但這些審試的資料和現今的每個西方社會則都有相關連。它被認為是極有發展性的一項工作，並且已經影響了多位的理論學家和藝術家。
福柯試著挑戰「監獄變成了懲罰的代名詞是因為人道主義者的人道考量」這一普遍接受的概念，雖然他也沒有否定它。他以極仔細的方式來回溯導致監獄成為刑罰主要手段的文化變遷主因，主要專注在對權力的主體和質問上。監獄是一種新的技術權力－「規訓」所使用的方法之一，此一權力依據福柯的說法，也可以在學校、醫院和軍事要塞中發現。《規訓與懲罰》這本書內所包含的主要的概念可以根據其四個部份區別成酷刑、懲罰、規訓和監獄。

## 另見
- Automaton
- Disciplinary institutions
- Discourse, a Foucauldian concept developed in Discipline and Punish, among other works.
- Drill commands
- Governmentality
- Panopticon

## 外部連結
- Sparknotes entry on 'Discipline and Punish （页面存档备份，存于）
- Notes on the book at Dave Harris & Colleagues （页面存档备份，存于）
- Selected quotes from the book
- Comments on translation